# Everything Changes (Take-That-Album)
Everything Changes ist das zweite Studioalbum von Take That. Es erschien im Oktober 1993 und erreichte unter anderem Platz eins der britischen Charts.

## Hintergrund
Das Album basierte weitgehend auf Gary Barlows Songmaterial und brachte sechs Singles hervor, von denen vier aufeinanderfolgende britische Nummer-eins-Singles waren – ihre erste Nummer eins, Pray, Relight My Fire, Babe und der Titeltrack Everything Changes. Die Lead-Single Why Can’t I Wake Up with You verpasste den Spitzenplatz in Großbritannien nur knapp und erreichte Platz zwei. Die sechste und letzte Single aus dem Album, Love Ain’t Here Anymore, erreichte Platz drei der britischen Charts.
Mit Everything Changes erlangte die Band internationalen Erfolg, insbesondere, als das Album 1994 für den Mercury Prize nominiert wurde. Das Album erreichte auch Vierfachplatin in Großbritannien.

## Titel
Alle Titel wurden von Gary Barlow geschrieben, außer wo angegeben.
| Nr. | Titel                                                | Autor(en)                                             | Produzent                                                 | Länge |
| --- | ---------------------------------------------------- | ----------------------------------------------------- | --------------------------------------------------------- | ----- |
| 1.  | Everything Changes (lead vocals: Williams)           | Gary Barlow, Michael Ward, Eliot Kennedy, Cary Baylis | Ward, Kennedy, Baylis                                     | 3:34  |
| 2.  | Pray (lead vocals: Barlow)                           |                                                       | Steve Jervier, Paul Jervier, Jonathan Wales, Mark Beswick | 3:43  |
| 3.  | Wasting My Time (lead vocals: Barlow)                |                                                       | Ward, Kennedy, Baylis                                     | 3:45  |
| 4.  | Relight My Fire (lead vocals: Barlow featuring Lulu) | Dan Hartman                                           | Joey Negro, Andrew Livingstone, Beswick                   | 4:11  |
| 5.  | Love Ain’t Here Anymore (lead vocals: Barlow)        |                                                       | S. Jervier, P. Jervier, Wales, Beswick                    | 3:57  |
| 6.  | If This Is Love (lead vocals: Donald)                | Howard Donald, Dave James                             | James                                                     | 3:56  |
| 7.  | Whatever You Do to Me (lead vocals: Barlow)          |                                                       | Ward, Kennedy, Barlow,Baylis                              | 3:44  |
| 8.  | Meaning of Love (lead vocals: Barlow)                |                                                       | Negro, Livingstone                                        | 3:47  |
| 9.  | Why Can’t I Wake Up with You (lead vocals: Barlow)   |                                                       | S. Jervier, P. Jervier, Wales, Beswick                    | 3:37  |
| 10. | You Are the One (lead vocals: Barlow)                |                                                       | The Rapino Brothers                                       | 3:47  |
| 11. | Another Crack in My Heart (lead vocals: Barlow)      |                                                       | The Rapino Brothers                                       | 4:13  |
| 12. | Broken Your Heart (lead vocals: Barlow)              |                                                       | Nigel Wright                                              | 3:46  |
| 13. | Babe (lead vocals: Owen)                             |                                                       | S. Jervier, P. Jervier, Wales, Beswick                    | 4:51  |

| Nr. | Titel                                     | Produzent           | Länge |
| --- | ----------------------------------------- | ------------------- | ----- |
| 14. | All I Want Is You (lead vocals: Williams) | The Rapino Brothers | 3:21  |

| Nr. | Titel                                                                                         | Autor(en)                                                                                              | Produzent                                                          | Länge |
| --- | --------------------------------------------------------------------------------------------- | --- | ------------------------------------------------------------------ | ----- |
| 14. | No Si Aqui No Hay Amor (lead vocals: Barlow)                                                  | Barlow, Alberto Comesaña                                                                               | S. Jervier, P. Jervier, Wales, Beswick, Barlow                     | 3:55  |
| 15. | The Party Remix (Relight My Fire/Could It Be Magic/It Only Takes a Minute/Everything Changes) | Hartman, Adrienne Anderson, Barry Manilow, Dennis Lambert, Brian Potter, Barlow, Ward, Baylis, Kennedy | Bizzie Bee                                                         | 7:16  |
| 16. | All I Want Is You (lead vocals: Barlow)                                                       | | The Rapino Brothers                                                | 3:21  |
| 17. | Babe (Return mix)                                                                             | | S. Jervier, P. Jervier, Wales, Beswick, Chris Porter, Dave Clayton | 4:55  |

## Kommerzieller Erfolg

### Chartplatzierungen
| ChartsChartplatzierungen     | Höchstplatzierung | Wochen |
| ---------------------------- | ----------------- | ------ |
| Deutschland (GfK)            | 4 (53 Wo.)        | 53     |
| Österreich (Ö3)              | 7 (30 Wo.)        | 30     |
| Schweiz (IFPI)               | 9 (39 Wo.)        | 39     |
| Vereinigtes Königreich (OCC) | 1 (88 Wo.)        | 88     |

| ChartsJahrescharts (1994) | Platzierung |
| ------------------------- | ----------- |
| Deutschland (GfK)         | 11          |
| Österreich (Ö3)           | 26          |
| Schweiz (IFPI)            | 12          |

### Auszeichnungen für Musikverkäufe
| Land/Region                  | Auszeichnungen für Musikverkäufe (Land/Region, Auszeichnung, Verkäufe) | Verkäufe    |
| ---------------------------- | ---------------------------------------------------------------------- | ----------- |
| Belgien (BRMA)               | Platin                                                                 | 50.000      |
| Deutschland (BVMI)           | Platin                                                                 | 500.000     |
| Europa (IFPI)                | 2× Platin                                                              | (2.000.000) |
| Finnland (IFPI)              | Gold                                                                   | 28.260      |
| Niederlande (NVPI)           | Platin                                                                 | 100.000     |
| Österreich (IFPI)            | Gold                                                                   | 25.000      |
| Schweden (IFPI)              | Gold                                                                   | 50.000      |
| Schweiz (IFPI)               | Platin                                                                 | 50.000      |
| Vereinigtes Königreich (BPI) | 4× Platin                                                              | 1.200.000   |
| Insgesamt                    | 3× Gold · 10× Platin ·                                                 | 2.003.260   |